# Komórew
Komórew – dawna osada (obecnie teren odkrywki Szczerców KWB Bełchatów) w Polsce położona była w województwie łódzkim, w powiecie bełchatowskim, w gminie Szczerców.
Niewielka miejscowość o charakterze rolniczym, o rozproszonej zabudowie, położona była w pobliżu drogi wojewódzkiej nr 483. 
W latach 1975–1998 miejscowość administracyjnie należała do województwa piotrkowskiego.

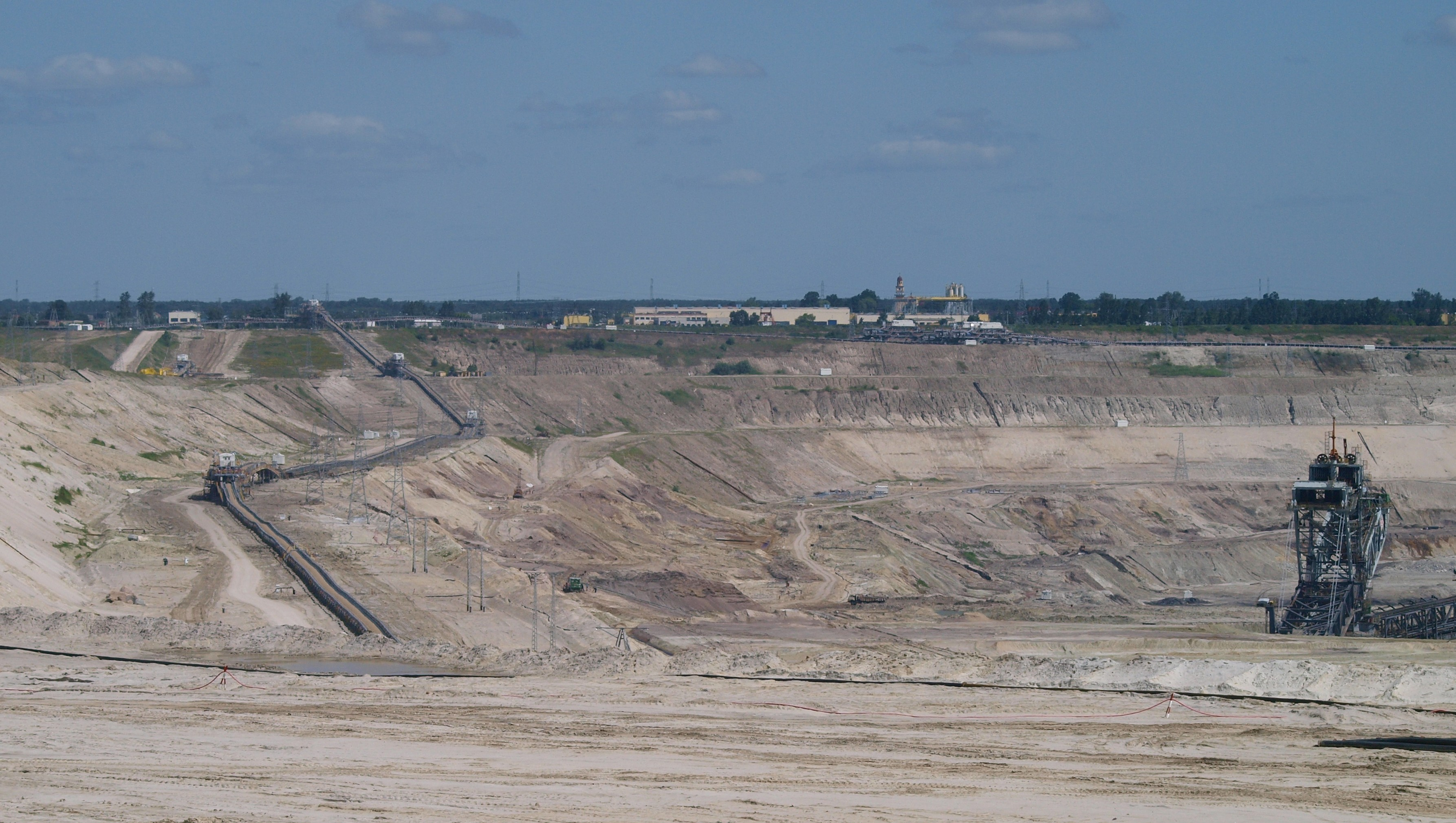
Fragment wkopu odkrywki Szczerców, miejsce w którym położona była Komórew

W latach sześćdziesiątych XX wieku odkryto w tym rejonie złoża węgla brunatnego. Prace związane z uruchomieniem kopalni były kilkakrotnie wstrzymywane w latach 1979–1991. Ostatecznie odkrywka "Szczerców" ruszyła w 2002 roku (po ponad dwóch latach prac przygotowawczych). Komórew przestała istnieć. W miejscu gdzie była położona, obecnie znajduje się wkop odkrywki Szczerców KWB Bełchatów.